# 홍신선
홍신선(洪申善, 1944년 2월 13일~)은 대한민국의 시인이다. 1965년, 《시문학》에 《희랍인의 피리》, 《비유를 나무로 한 나의 노래는》, 《이미지 연습》 등을 발표하며 등단했으며, 동국대학교 문예창작학과 및 동국대학교 문화예술대학원 원장을 지냈다.

## 수상 내역
- 녹원문학상
- 1997년: 현대문학상
- 2002년: 한국시인협회상[1]
- 2003년: 농민문학상[2]
- 2006년: 현대불교문학상[3]
- 2010년: 김달진문학상[4]
- 2014년: 김삿갓문학상[5]